# Радовица (Метлика)
Радовица (словен. Radovica) је насељено место у општини Метлика, регија Југоисточна Словенија, Словенија.

## Историја
До територијалне реорганизације у Словенији била је у саставу старе општине Метлика.

## Становништво
У попису становништва из 2011. године, Радовица је имала 280 становника.
| Број становника према пописима | Број становника према пописима | Број становника према пописима |
| ------------------------------ | ------------------------------ | ------------------------------ |
| 1991                           | 2002                           | 2011                           |
| 253                            | 248                            | 280                            |

Напомена: Године 2004. извршена је мања размена територија између насеља Радоши и Радовица.